# Szalmatercs
Szalmatercs – wieś i gmina w północnej części Węgier, w pobliżu miasta Salgótarján. Miejscowość leży na obszarze Średniogórza Północnowęgierskiego, w pobliżu granicy ze Słowacją. Administracyjnie należy do powiatu Salgótarján, wchodzącego w skład komitatu Nógrád.
Gmina Szalmatercs liczy 490 mieszkańców (2009) i zajmuje obszar 7,58 km².